# Решетников Ярослав Михайлович
Яросла́в Миха́йлович Реше́тников (нар. 24 лютого 1933, Кам'янець-Подільський) — український геолог, художник. Кандидат геолого-мінералогічних наук.

## Біографічні відомості
Ярослав Решетников народився 1933 року в Кам'янці-Подільському. У цьому місті пройшли його дитинство та юність.
Працював інженером-геологом у Казахстані, Сибіру. 1960 року Решетников переїхав у Прикарпаття, де багато років вивчав геологію нафтових і газових родовищ регіону. За наукові здобутки надано вчену ступінь кандидата геолого-мінералогічних наук.
1996 року, вийшовши на пенсію, Решетников присвятив себе малярству.
У 1997—2007 роках митець брав участь в обласних виставках малярства в Івано-Франківську. 1998 року та 2003 року відбулися персональні виставки Решетникова. 1999 року він був учасником Всеукраїнської виставки аматорського образотворчого та декоративно-прикладного мистецтва у Києві.
26 лютого — 22 березня 2008 року в навчально-методичному центрі культури й туризму Прикарпаття відбулася виставка малярства Ярослава Решетникова, присвячена 75-річчю з дня народження автора і 12-річчю творчої діяльності.
Малярські роботи Решетникова виконані на полотні, картоні, папері — олією та аквареллю. Тематика робіт різноманітна — від пейзажів Дністра, Серета, Смотрича до натюрмортів і портретів.